# Octavia den Yngre
Octavia den Yngre (latin: Octavia Minor; ca. 66 f.Kr. – 11 f.Kr.) var storesøster til den første romerske kejser, Augustus (også kendt som Octavian), halvsøster til Octavia den Ældre, og Marcus Antonius' fjerde hustru. Hun var også oldemor til kejser Caligula og kejserinde Agrippina den Yngre, kejser Claudius oldemor på faderens side og kejser Neros oldemor og tipoldemor på henholdsvis faderens og moderens side.
En af de mest fremtrædende kvinder i romersk historie, var Octavia respekteret og beundret af sine samtidige for sin loyalitet, ædelhed og medmenneskelighed, såvel som for at opretholde traditionelle romerske feminine dyder.

## Liv

### Barndom
Octavia blev født omkring 66 f.Kr. Som helsøster til Augustus, var Octavia den eneste datter født i Gaius Octaviuss andet ægteskab med Atia, Julius Cæsars niece. Octavia blev født i Nola, i det nuværende Italien. Hendes far, en romersk guvernør og senator, døde i 59 f.Kr. af naturlige årsager. Hendes mor giftede sig senere igen med konsulen Lucius Marcius Philippus. Octavia tilbragte meget af sin barndom på rejse sammen med sine forældre. Marcius var ansvarlig for at uddanne Octavia og hendes bror Octavian, senere kendt som Augustus.

### Første ægteskab
På et tidspunkt før 54 f.Kr. sørgede hendes stedfar for, at hun blev gift med Gaius Claudius Marcellus. Han var medlem af den indflydelsesrige plebejiske gren af Claudia-familien og nedstammede fra Marcus Claudius Marcellus, en berømt general i Den anden puniske krig. I 54 f.Kr. fortælles det at Octavias grandonkel Julius Cæsar havde været ivrig efter, at hun skulle blive skilt fra sin mand, så hun kunne giftes med Pompejus, som netop havde mistet sin hustru Julia (Cæsars datter og dermed Octavias grandkusine). Parret ønskede ikke at blive skilt, så Pompejus måtte i stedet takke nej og giftede sig med Cornelia Metella. Således fortsatte Octavias mand med at modsætte sig Julius Cæsar, også i det afgørende år under hans konsulskab, 50 f.Kr. Borgerkrigen brød ud, da Cæsar invaderede Italien fra Gallien i 49 f.Kr.
Marcellus, en ven af Cicero, var en første modstander af Julius Cæsar, da Cæsar invaderede Italien, men greb ikke til våben mod sin hustrus grandonkel i Slaget ved Farsalos, og blev til sidst benådet af ham. I 47 f.Kr. var han i stand til at gå i forbøn hos Cæsar for sin fætter og navnebror, også en tidligere konsul, der dengang levede i eksil. Octavia forblev formentlig boende sammen med sin mand fra deres ægteskabs begyndelse (hun ville have været mellem 12 og 15 år, da de giftede sig) til hendes mands død. De havde tre børn, der alle blev voksne: Claudia Marcella den Ældre, Claudia Marcella den Yngre og Marcus Claudius Marcellus. Alle tre blev født i Italien. Ifølge den anonyme Περὶ τοῦ καισαρείου γένους fødte Octavia imidlertid Marcellus fire sønner og fire døtre. Hendes mand Marcellus døde i maj 40 f.Kr.

### Andet ægteskab
Ved et senatorisk dekret blev Octavia i oktober 40 f.Kr. gift med Marcus Antonius som hans fjerde hustru (hans tredje hustru Fulvia var død kort forinden). Dette ægteskab skulle godkendes af senatet, da hun var gravid med sin første mands barn, og da det var et politisk motiveret forsøg på at cementere den urolige alliance mellem hendes bror Octavian og Marcus Antonius. Octavia ser dog ud til at have været en loyal og trofast hustru til Marcus Antonius. Mellem 40 og 36 f.Kr. rejste hun sammen med Marcus Antonius rundt til forskellige provinser og boede hos ham i hans athenske palæ. Der opfostrede hun sine børn med Marcellus såvel som med Marcus Antonius' to sønner; Antyllus og Iullus, såvel som de to døtre fra hendes ægteskab med Marcus Antonius, Antonia den Ældre og Antonia den Yngre, der blev født der.

### Sammenbrud
Alliancen blev alvorligt truet af Marcus Antonius, da han forlod Octavia og deres børn til fordel for hans tidligere elskerinde, dronning Cleopatra 7. af Egypten (Marcus Antonius og Cleopatra havde mødt hinanden i 41 f.Kr., en forbindelse, der resulterede i, at Cleopatra fødte tvillinger, Alexander Helios, en dreng, og Cleopatra Selene, en pige). Efter 36 f.Kr. vendte Octavia tilbage til Rom med døtrene fra sit andet ægteskab. Ved flere lejligheder fungerede hun som politisk rådgiver og forhandler mellem sin mand og bror. I 35 f.Kr., efter at Marcus Antonius havde lidt et katastrofalt felttog i Parthien, bragte hun friske tropper, proviant og midler til Athen. Der havde Marcus Antonius efterladt et brev til hende, hvori han havde bedt hende om ikke at rejse videre. Marcus Antonius blev skilt fra Octavia i slutningen af 33 f.Kr. Samme år 33 sendte Antonius mænd for at smide hende ud af hans ejendom i Rom. Hun blev eneformynder for deres børn, bortset fra Antyllus, der allerede opholdt sig hos sin far i Østen. Efter Marcus Antonius' selvmord i 30 f.Kr. fik hendes bror Antyllus henrettet, men tillod Octavia at opdrage Marcus Antonius' yngre søn Iullus født af Fulvia såvel som hans børn med Cleopatra (de to sønner Alexander Helios og Ptolemaios Philadelphius og datteren, Cleopatra Selene 2.).

### Senere liv
I 35 f.Kr. tildelte Augustus en række æresbevisninger og privilegier til Octavia, og ligeledes til sin hustru, Livia. Noget der tidligere havde været uhørt for kvinder i Rom. De blev tildelt sacrosanctitas, hvilket betyder, at det var ulovligt at fornærme dem verbalt. Tidligere var dette kun blevet bevilget til tribuner. Livia og Octavia blev gjort immune over for tutela, det mandlige værgemål, som alle kvinder i Rom undtagen de vestalinderne var underlagt. Det betød, at de frit kunne styre deres egen økonomi. Endelig var de de første kvinder i Rom, der fik statuer og portrætter vist i massevis på offentlige steder. Tidligere havde kun én kvinde, Cornelia, mor til Gracchi-brødrene, været en del af de offentlige statuer udstillet i Rom. I Augustus' genopbygning af Rom som en by i marmor, blev Octavia fremhævet. I alle sine fremstillinger bar hun "nodus"-frisuren, som på det tidspunkt blev betragtet som konservativ og værdig og båret af kvinder fra mange klasser.
Augustus forgudede, men adopterede aldrig, hendes søn Marcellus. Da Marcellus uventet døde af sygdom i 23 f.Kr., var det hårdt slag for Augustus og ikke mindst Octavia. Hun kom sig muligvis aldrig helt over sin søns død og trak sig tilbage fra det offentlige liv, undtagen ved særlige lejligheder. Hun blev også spurgt i forhold til, og i nogle versioner var med til at anbefale, at Augustus' datter Julia blev gift med Agrippa efter hendes sørgen over Marcellus var endt. Agrippa var nødt til at blive skilt fra Octavias datter Claudia Marcella den Ældre for at kunne ægte Julia, så Augustus ønskede kraftigt Octavias godkendelse.

### Død
Octavia døde af naturlige årsager. Sveton beretter, at hun døde i Augustus' 54. år, dvs. 11 f.Kr. efter romersk tælleskik. Hendes begravelse var en offentlig begravelse, hvor hendes svigersønner (Drusus, Ahenobarbus, Iullus Antonius og muligvis Paullus Aemillius Lepidus) bar hende til graven i Augustus' mausoleum. Drusus holdt en begravelsestale, og Augustus gav hende den højeste posthume hæder (ved at bygge Octavia-porten og Octavias portico til hendes minde). Augustus fik også det romerske senat til at erklære sin søster for en gudinde. Augustus afviste nogle andre æresbevisninger, som senatet havde givet hende, af ukendte årsager. Hun var en af de første romerske kvinder, der fik præget mønter med hendes portræt, kun Marcus Antonius' tidligere hustru Fulvia var før hende.

## Afkom
Børn med Marcellus
Octavia og hendes første mand fik en søn og to døtre, som overlevede til voksenalderen.
1. Marcus Claudius Marcellus
2. Claudia Marcella den Ældre
3. Claudia Marcella den Yngre

Børn med Marcus Antonius
Octavia og Marcus Antonius fik to døtre, der overlevede barndommen, i deres ægteskab (hendes andet, hans fjerde), og begge var forfædre til senere romerske kejsere.
1. Antonia den Ældre: farmor til kejser Nero.
2. Antonia den Yngre: mor til kejser Claudius, farmor til kejser Caligula og oldemor til kejser Nero.

## Skildringer i kulturen
En berømt anekdote, nedskrevet i slutningen af det fjerde århundrede af Aelius Donatus i Virgils vita, hvor digteren læste passagen i Bog VI til lovprisning af Octavias afdøde søn Marcellus, og Octavia besvimede af sorg, har inspireret adskillige kunstværker. Det mest berømte eksempel er Jean-Auguste-Dominique Ingres' maleri fra 1812, Virgil, der oplæser Æneiden for Augustus, Livia og Octavia, men andre kunstnere, herunder Jean-Joseph Taillasson, Antonio Zucchi, Jean-Baptiste Wicar, Jean-Bruno Gassies og Angelica Kaufmann, er også blevet inspireret til at skildre denne scene.
Octavias senere liv, omkring tidspunktet for Marcellus død, er skildret i tv-dramatiseringen fra 1976 af Robert Graves ' roman Jeg, Claudius. Rollen blev spillet af Angela Morant, og må ikke forveksles med hendes oldebarn Claudia Octavia (også omtalt som "Octavia" i serien), Claudius' datter og hustru til den kommende kejser Nero, som blev spillet af Cheryl Johnson.
I filmen Cleopatra fra 1963 spilles hun af Jean Marsh i en ukrediteret rolle.
En stærkt fiktionaliseret version af Octavias tidlige liv er afbildet i tv-serien Rome fra 2005, hvor Octavia of the Julii (Kerry Condon) forfører og ligger sammen med sin yngre bror, Gaius Octavian, har en lesbisk affære med Servilia of the Junii (baseret på Servilia) og et romantisk forhold til Marcus Agrippa (baseret på Marcus Vipsanius Agrippa), hvoraf intet har noget historisk grundlag.
I tv-serien Domina (2021) blev Octavia spillet af Alexandra Moloney og Claire Forlani.